# Светкавицата срещу Стрелата (Вселената на Стрелата)
„Светкавицата срещу Стрелата“ (на английски: Flash vs. Arrow) е първото голямо и ежегодишно кросовър събитие на Вселената на Стрелата, между американските телевизионни сериали – „Стрелата“ и „Светкавицата“.
Събитието има свое продължение „Герои обединяват силите си“ (2015)

## Епизоди
| № | Сериал       | Заглавие                                        | Режисура    | Сценарий                                                       | Първо излъчване    | Рейтинг (в милиони) |
| - | ------------ | ----------------------------------------------- | ----------- | -------------------------------------------------------------- | ------------------ | ------------------- |
| 1 | Светкавицата | Светкавицата срещу Стрелата („Flash vs. Arrow“) | Глен Уинтър | Грег Берланти, Андрю Крайсбърг, Бен Соколовски & Брук Айкмайер | 2 декември 2014 г. | 4,34                |
| 2 | Стрелата     | Смелият и дръзкият („The Brave and the Bold“)   | Джеси Уорн  | Грег Берланти, Андрю Крайсбърг, Марк Гугенхайм & Грейни Годфри | 3 декември 2014 г. | 3,92                |

## Главни роли
- Стивън Амел – Оливър Куин / Зелената стрела
- Кейти Касиди – Лоръл Ланс / Черното Канарче
- Уила Холанд – Теа Куин / Спийди
- Дейвид Рамзи – Джон Дигъл / Спартан
- Пол Блекторн – Куентин Ланс
- Емили Бет Рикардс – Фелисити Смоук / Наблюдателката
- Колтън Хейнс – Рой Харпър / Арсенал
- Грант Гъстин – Бари Алън / Светкавицата
- Кандис Патън – Айрис Уест
- Даниел Панабейкър – Кейтлин Сноу / Убийцата Мраз
- Карлос Валдес – Сиско Рамон / Вайб
- Джеси Л. Мартин – Джо Уест
- Рик Коснет – Еди Тоун
- Том Кавана – Харисън Уелс

## Гостуващи роли
- Одри Мари Андерсън – Лайла Майкълс
- Синтиа Адай-Робинсън – Аманда Уолър
- Патрик Сабонгуи – Дейвид Синг
- Ана Хопкинс – Саманта Клейтън
- Пол Антони – Рой Биволо / Рейнбоу Райдър
- Ник Е. Терабай – Дигър Харкнес / Капитан Бумеранг
- Роби Амел – Рони Реймънд / Огнена Буря